# Driencourt
Driencourt és un municipi francès situat al departament del Somme i a la regió dels Alts de França. L'any 2007 tenia 88 habitants.

## Demografia

### Població

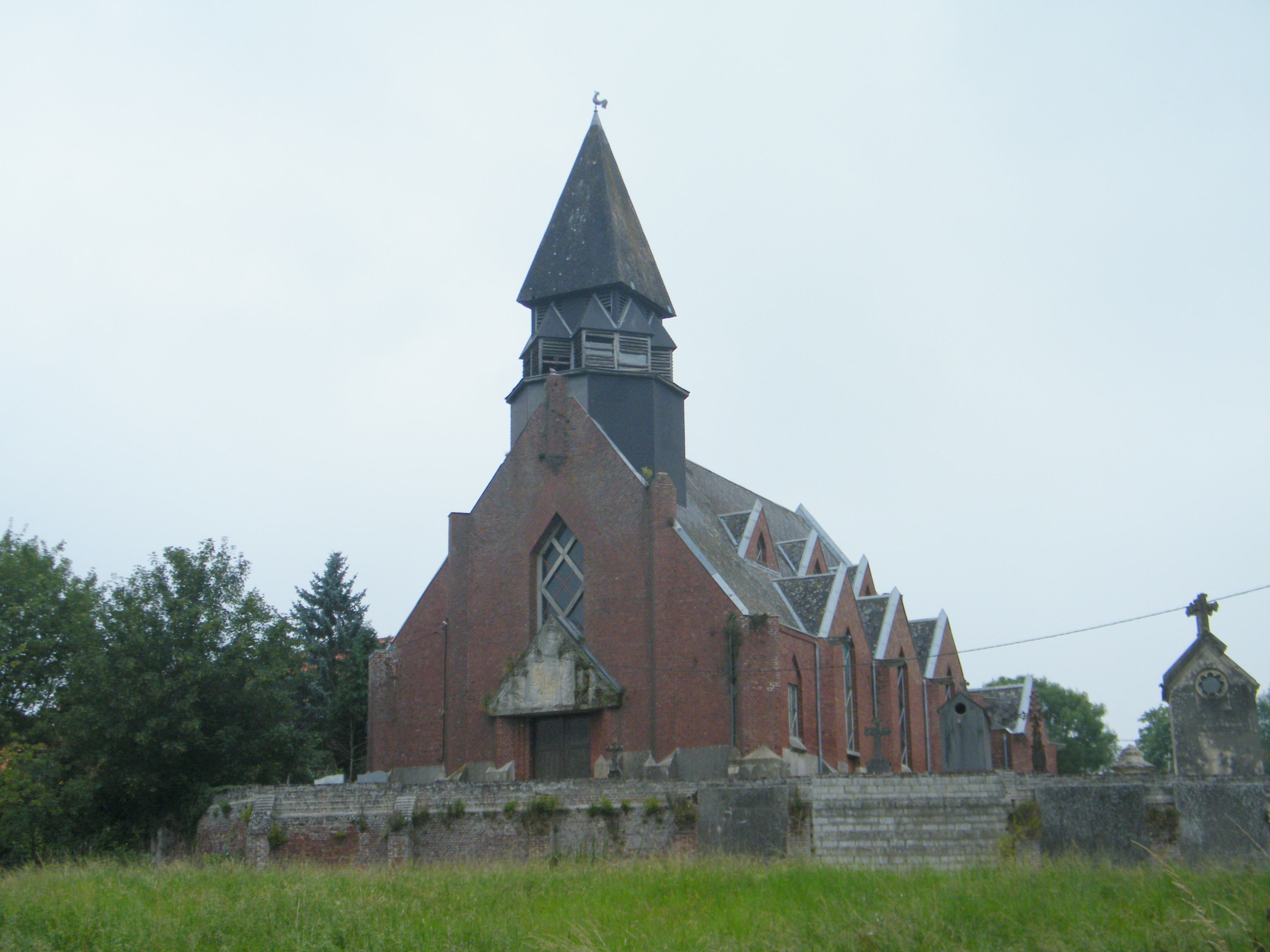

El 2007 la població de fet de Driencourt era de 88 persones. Hi havia 44 famílies de les quals 16 eren unipersonals (12 homes vivint sols i 4 dones vivint soles), 12 parelles sense fills i 16 parelles amb fills.
La població ha evolucionat segons el següent gràfic:
Habitants censats

### Habitatges

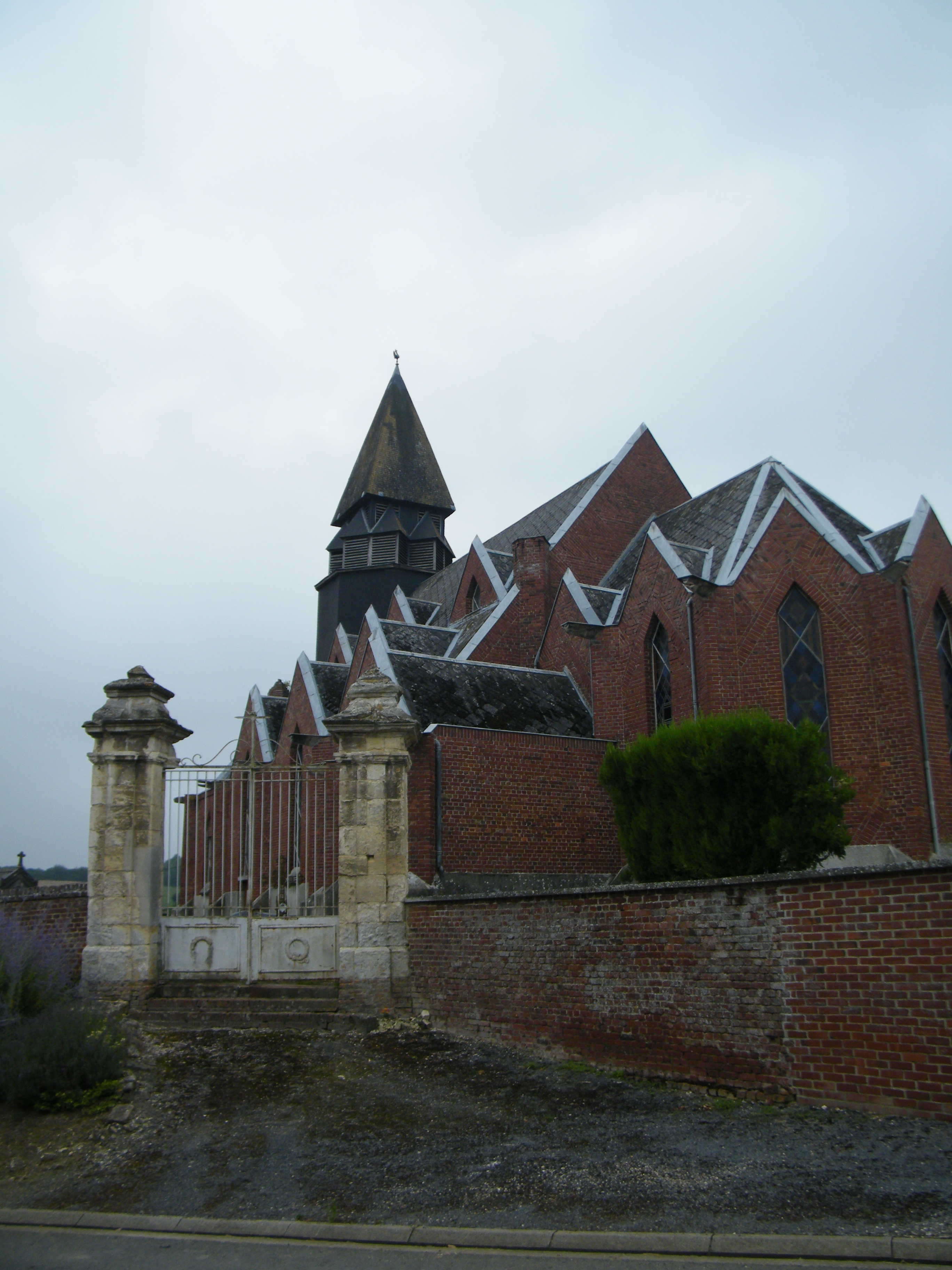

El 2007 hi havia 50 habitatges, 41 eren l'habitatge principal de la família, 6 eren segones residències i 3 estaven desocupats. Tots els 50 habitatges eren cases. Dels 41 habitatges principals, 36 estaven ocupats pels seus propietaris, 3 estaven llogats i ocupats pels llogaters i 2 estaven cedits a títol gratuït; 3 tenien tres cambres, 13 en tenien quatre i 25 en tenien cinc o més. 33 habitatges disposaven pel capbaix d'una plaça de pàrquing. A 17 habitatges hi havia un automòbil i a 19 n'hi havia dos o més.

### Piràmide de població

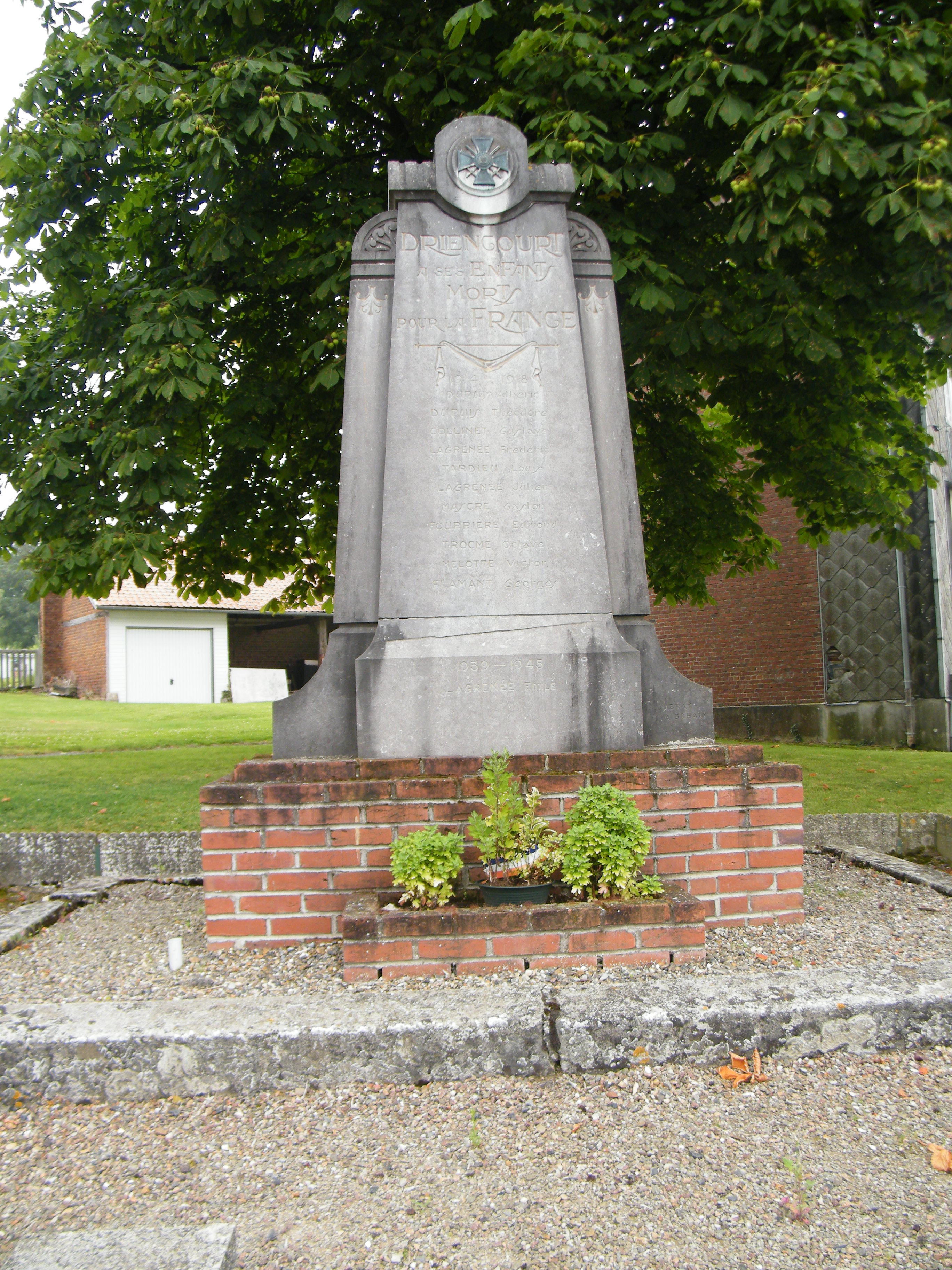

La piràmide de població per edats i sexe el 2009 era:
| Homes | Edats   | Dones |
| ----- | ------- | ----- |
| 0     | 95 o +  | 0     |
| 0     | 90 a 94 | 0     |
| 0     | 85 a 89 | 4     |
| 0     | 80 a 84 | 0     |
| 4     | 75 a 79 | 4     |
| 4     | 70 a 74 | 4     |
| 4     | 65 a 69 | 4     |
| 0     | 60 a 64 | 4     |
| 0     | 55 a 59 | 4     |
| 8     | 50 a 54 | 4     |
| 0     | 45 a 49 | 0     |
| 0     | 40 a 44 | 0     |
| 0     | 35 a 39 | 0     |
| 0     | 30 a 34 | 0     |
| 8     | 25 a 29 | 0     |
| 4     | 20 a 24 | 4     |
| 0     | 15 a 19 | 0     |
| 0     | 10 a 14 | 0     |
| 0     | 5 a 9   | 0     |
| 0     | 0 a 4   | 0     |

## Economia
El 2007 la població en edat de treballar era de 49 persones, 45 eren actives i 4 eren inactives. De les 45 persones actives 43 estaven ocupades (23 homes i 20 dones) i 2 estaven aturades (2 homes). De les 4 persones inactives 2 estaven jubilades i 2 estaven estudiant.
Activitats econòmiques
Dels 3 establiments que hi havia el 2007, 1 era d'una empresa de comerç i reparació d'automòbils i 2 d'empreses classificades com a «altres activitats de serveis».
L'any 2000 a Driencourt hi havia 5 explotacions agrícoles.

## Poblacions més properes
El següent diagrama mostra les poblacions més properes.